# Tengoku Daimakyou
Tengoku Daimakyou (яп. 天国大魔境 Тэнгоку даймакё:, англ. Heavenly Delusion), известная на русском как «Великая небесная стена», — манга, написанная и проиллюстрированная Масакадзу Исигуро. С января 2018 года она выпускается издательством «Коданся» в журнале сэйнэн-манги Monthly Afternoon. Адаптация в формате аниме-телесериала, снятая Production I.G, выходила в эфир с апреля по июнь 2023 года.
История разделена на две сюжетные линии: одна рассказывает о персонажах Мару и Кируко, путешествующих по постапокалиптическому миру, а другая — о группе детей, живущих в закрытой школе. Сериал был вдохновлён мангой, прочитанной Исигуро в университетские годы. Исигуро решил написать мангу, отличную от его предыдущей работы And Yet the Town Moves, и должным образом изобразить отношения между двумя главными героями, а также зло, с которым они сталкиваются.
Манга была высоко оценена критиками, отметившими её загадочное повествование и акцент на отношениях персонажей. Адаптация получила аналогичный отклик за её внимание к отношениям главных героев и затронутым гендерным вопросам.

## Сюжет
Во внешнем мире прошло 15 лет с тех пор, как беспрецедентная катастрофа полностью уничтожила современную цивилизацию. Группа детей живёт в учреждении, изолированном от внешнего мира. Однажды одна из них, девушка по имени Токио, получает сообщение: «Хочешь выйти наружу?» Мимихимэ, ещё одна девочка, живущая в том же учреждении, делает предсказание и сообщает расстроенной Токио, что два человека придут снаружи, чтобы спасти её, у одного из которых такое же лицо, как у неё, в то время как директор школы говорит ей, что внешний мир — это ад. Тем временем мальчик по имени Мару, похожий на Токио, путешествует по опустошенной Японии вместе с девочкой по имени Кируко в поисках места под названием «рай».

## Персонажи

### Главные герои
- Мару (яп. マル) — 15-летний юноша, путешествующий вместе с Кируко. Знаток боевых искусств, необычайно развит физически. Обладает способностью уничтожать ядра людоедов.

Сэйю: Гэн Сато
- Кируко (яп. キルコ) — девушка приблизительно 18-20 лет, которая путешествует с Мару. Она разыскивает старого друга и врача, который провёл ей операцию.

- Кирико Такэхая (яп. 竹早 桐子 Такэхая Кирико) — старшая сестра Харуки, занимавшаяся в Токио гонками на электрокарах.

Сэйю: Саяка Сэмбонги
- Харуки Такэхая (яп. 竹早 春希 Такэхая Харуки) — младший брат Кирико, который равняется на Робина.

Сэйю: Мария Исэ

### Академия Такахара
- Токио (яп. トキオ) — молодая девушка, живущая в учреждении, изолированном от внешнего мира.

Сэйю: Хибики Ямамура
- Кона (яп. コナ) — самый старший из детей учреждения, талантливый художник, хотя его рисунки кажутся своеобразными.

Сэйю: Тосиюки Тоёнага
- Мимихимэ (яп. ミミヒメ) — замкнутая в академии девушка, имеющая дар ясновидения. Также обладает улучшенным слухом.

Сэйю: Мисато Фукуэн
- Сиро (яп. シロ) — наблюдательный, технически подкованный мальчик, которого, кажется, привлекает Мимихимэ.

Сэйю: Сюнсукэ Такэути
- Куку (яп. クク) — самая младшая из детей, она очень подвижная и любопытная. Может лазить по стенам.

Сэйю:  Томоё Куросава
- Така (яп. タカ) — очень спортивный и энергичный ребенок.

Сэйю:  Юки Син
- Андзу (яп. アンズ) — молодая девушка в академии, которая любит танцевать и плавать.

Сэйю: Мисато Мацуока
- Тарао (яп. タラオ) — мальчик, близкий к Токио. Страдает неизлечимой болезнью.

Сэйю: Кэй Синдо
- Ива (яп. イワ) — молодая девушка, которую привлекает её одноклассница Нанаки. Их часто можно увидеть целующими друг друга.

Сэйю: Сатоми Кобаси
- Нанаки (яп. ナナキ) — молодая девушка, которую привлекает её одноклассница Ива. Их часто можно увидеть целующими друг друга.

Сэйю: Аяно Сибуя
- Асура (яп. アスラ) — один из детей с устрашающей внешностью, целительскими и телекинетическими способностями, который был близок к Коне, когда они были моложе.

Сэйю: Мамико Ното
- Ома (яп. オーマ О:ма) — робкая девочка, которая избегает других детей из-за своей силы, вызывающей сильные галлюцинации при зрительном контакте.

Сэйю: Хина Кино
- Директор (яп. 園長 энтё:) — пожилая руководительница академии, страдающая параличом нижних конечностей.

Сэйю: Масако Исобэ
- Мина (яп. ミーナ Ми:на) — искусственный интеллект, управляющий академией.

Сэйю: Ая Хисакава
- Аосима (яп. 青島) — медсестра и переводчица, которую повысили до помощника директора.

Сэйю: Ацуми Танэдзаки
- Саватари (яп. 猿渡) — врач в академии Такахара. Имеет медицинские навыки по пересадке мозга.

Сэйю: Тадаси Мутуо

### Внешний мир
- Робин Инадзаки (яп. 稲崎 露敏 Инадзаки Робин) — друг детства Кируко и своего рода наставник, пропавший много лет назад.

Сэйю: Кадзуя Накаи
- Тотори (яп. トトリ) —  молодая девушка, которая вместе с бандитами ловит и грабит людей. Гостиничная магнатка.

Сэйю: Мисато Мацуока
- Дзюити (яп. ジューイチ Дзю:ити) — мусорщик и мошенник с тёмным прошлым, который встречает Мару и Кируко во время их путешествий.

Сэйю: Сунсукэ Сакуя

## Медиа

### Манга
Написанная и проиллюстрированная Масакадзу Исигуро, Tengoku Daimakyou стартовала в сэйнэн-журнале манги Monthly Afternoon издательства Коданся 25 января 2018 года. «Коданся» объединила главы в отдельные танкобоны. Первый том был выпущен 23 июля 2018 года; в тот же день был выпущен рекламный ролик первого тома, снятый Тасуку Ватанабэ. По состоянию на 22 июня 2023 г. вышло девять томов.
В Северной Америке сериал лицензирован компанией Denpa. Первый том на английском языке вышел 31 декабря 2019 года.

### Аниме
18 октября 2022 года было объявлено о съёмках по манге аниме-телесериала на студии Production IG. Режиссёром сериала выступил Хиротака Мори, сценарий написал Макото Фуками, дизайном персонажей занимался Уцусита из Minakata Laboratory, а музыку написал Кэнсукэ Усио. Он транслировался с 1 апреля по 24 июня 2023 года на канале Tokyo MX и других сетях. Вступительная музыкальная тема — «innocent arrogance» в исполнении BiSH, а завершающая — «Daremo Karemo Dokomo Nanimo Shiranai» (яп. 誰も彼も何処も何も知らない Дарэмо карэмо докомо нанимо сиранай, «Я никого и ничего нигде не знаю») в исполнении Asobi. Disney Platform Distribution приобрела лицензию на распространение аниме и транслировала сериал по всему миру на Disney+ и в США на Hulu. Avex Pictures выпустит сериал на двух бокс-сетах Blu-ray 30 августа и 27 сентября 2023 года.

## Отзывы

### Манга
К декабрю 2018 года тираж манги составил более 130 000 копий.
Tengoku Daimakyou заняла первое место в рейтинге 20 лучших сериалов манги для читателей-мужчин каталога издательства Takarajimasha «Kono Manga ga Sugoi!» за 2019 год. «Великая небесная стена» была одной из работ, рекомендованных жюри на 24-м и 25-м Японских фестивалях медиаискусств в 2021 и 2022 годах соответственно. Манга была удостоена французской Премии Дарума в категории «Лучший сценарий» на церемонии вручения наград Japan Expo Awards в 2023 году.
Рецензируя первый том, колумнист Anime News Network Кейтлин Мур похвалила повествование «Великой небесной стены» за то, что оно сосредоточено на притягательных отношениях Кируко и Мару, а также на дизайне персонажей Исигуро. Более того, Мур посчитала, что, хотя том и исследует тайны Кируко, существует ещё слишком много загадок, которые сюжету предстоит раскрыть в будущем. Французский сайт Manga News счёл завязку заманчивой из-за сокрытых в ней загадок. Sigue en Serie также отметила загадки сериала, побуждающие читателей быстрее перейти к следующим томам, чтобы лучше понять сюжет, связывая две параллельные сюжетные линии. В обзоре третьего тома Manga News отметили, что события обеих сюжетных линий связаны между собой, особенно с точки зрения Токио, в то время как путешествие дуэта было отмечено как скорее комичное, чем трагическое, в результате контраста между прописыванием Исигуро персонажей. Они по-прежнему считали, что оба сюжета таят в себе интересные загадки, связи которых не так-то легко раскрыть. Журнал Brutus включил «Великую небесную стену» в свой список «Самых опасных манг», в который вошли произведения с наиболее «стимулирующими» и заставляющими задуматься темами.
Автор манги «Саги о Винланде» Макото Юкимура выразил интерес к темам «Великой небесной стены» из-за идеи рая, а также того, как Исигуро одновременно рассказывает две истории, которые всё больше связываются между собой по мере продолжения повествования.

### Аниме
Первый эпизод получил положительный отклик от Anime News Network из-за антиутопической предпосылки и количества персонажей, хотя его сравнивали с Blame!, а также анимации, как людей, так и людоедов. Они заметили, что в сериале большое внимание уделяется гендеру, не как «опыту Кируко в отношении транс-мужчин, а скорее как средству допроса и игры с жёсткими гендерными конструкциями в более обобщённом смысле. Гендер влияет на всех нас, по всему спектру, идентичности и презентации, поэтому важно критически и гибко подходить к вопросу гендера». Они также похвалили отношения между Мару и Кируко за то, насколько они заботятся друг о друге, и отметили, что инцестуозный «ракурс во флэшбеке может использоваться лишь для шокирования зрителя, но я не возражаю против этого дополнительного всплеска табу, когда аниме интересно смотреть в целом». Anime Feminist понравилась обработка анимации, а также динамика между двумя главными героями: Мару выглядел подозрительно похожим на другого человека, фигурирующего в параллельной истории. Тем не менее они отметили масштабы гендерного насилия, когда люди пытаются напасть на Мару и Кируко. После того, как в конечном итоге выяснилось, что Кируко — мальчик, мозг которого пересадили в тело его сестры, веб-сайт с оптимизмом отнёсся к поведению главного дуэта, потому что после попытки признания Мару в своих чувствах он остаётся приятным персонажей и не скатывается в гомофобство после отказа. Однако они были обеспокоены последствиями этого поворота для чувств Кируко, поскольку некоторые сцены с ней из первой серии стали выглядеть инцестуозными. Comic Book Resources также отметили гендерные нормы сериала из-за того, насколько «сложными» они нашли отношения Мару и Кируко, поскольку Мару как будто всё ещё влечёт к Кируко даже после её откровения о своём «я», в то время как Кируко сочли метафорой на гендерную дисфорию, состояние, когда человеку кажется, будто он проснулся в чужом теле.
Перед выходом сериала в Polygon заявили, что, несмотря на отсутствие в штате производства талантливых создателей, кроме студии и композитора Кэнсукэ Усио, они отметили, что сериал выглядит интригующе, а анимация впечатляет. Clarin и Meristation сравнили аниме с видеоигрой The Last of Us из-за постапокалиптического сеттинга, в котором два персонажа исследуют мир, как Элли и Джоэл из игры. NME понравилась загадочность и отсутствие экспозиционных свалок, и он положительно сравнил сюжет с «Оставленными» и «Станцией одиннадцать». IGN назвал анимацию и динамику главных героев лучшими достоинствами аниме. The Philippine Star похвалила сериал за то, что он сосредоточил внимание на гендерной дисморфии через отношения между Мару и Кируко, не раздражая публику персонажами, похожими на «перекидышей» вроде Ранмы из «Ранма ½» и Сейлор Уран из «Сейлор Мун».
Саяка Сэмбонги была рада озвучить Кируко, поскольку читала мангу ещё до того, как её взяли на роль, и ей понравился этот персонаж. Исигуро похвалил работу Сэмбонги в пятом эпизоде, где при описании психического расстройства Кируко та добавила несколько реплик, которых не было в сценарии. Более того, Исигуро считает, что Production I.G сделала Кируко более сексуально привлекательным, чем он сам. Сцена, где Тотори пытается соблазнить Мару, также привлекла внимание Исигуро, поскольку он нашёл её более эротичной, чем в манге. Более того, мангака утверждал, что плакал во время просмотра восьмой серии, к своему, автора, большому удивлению.
На церемонии вручения наград AniTrendz 2023 года «Великая небесная стена» выиграла общую премию «Spring 2023 Anime Awards». Благодаря этой награде сериал стал достоин номинации «Аниме года». Исигуро был рад этой награде, считая себя поклонником аниме-адаптации, созданной Production I.G.. Аниме также получило награды в номинациях «Любимое сверхъестественное» и «Любимая мистика или психология».